# 尼子倫久
尼子倫久（1546年—1623年），是日本戰國時代的武將。尼子氏一門眾，是末代當主尼子義久的二弟，尼子晴久的次男，在第二次月山富田之戰戰敗後，被毛利元就軟禁，後成為毛利家臣。

## 生平
永祿5年（1562年），毛利元就進攻出雲國時，尼子倫久被兄長尼子義久派去救援白鹿城（白鹿城之戰），後在同9年的第二次月山富田之戰中，率領山中鹿之介、立原久綱、秋上久家擔任塩谷口的守將，雖擋住吉川元春的攻擊，但月山富田城終因糧盡投降，尼子倫久與和兄長義久、弟弟秀久都被送往安藝國的円妙寺，受到十多年的軟禁。
在天下大勢底定後，尼子倫久被毛利輝元釋放，與三弟尼子秀久作為毛利家客將參加文祿·慶長之役、關原之戰，後來出家為僧，在元和9年（1623年）辭世，法名桃源院石雲瑞閑大居士。其子尼子元知作為兄長義久的養子，一直延續尼子氏血脈至後世。

## 關連項目
- 尼子氏
- 尼子經久
- 尼子晴久
- 尼子義久
- 尼子勝久